# Starý Hrozňatov

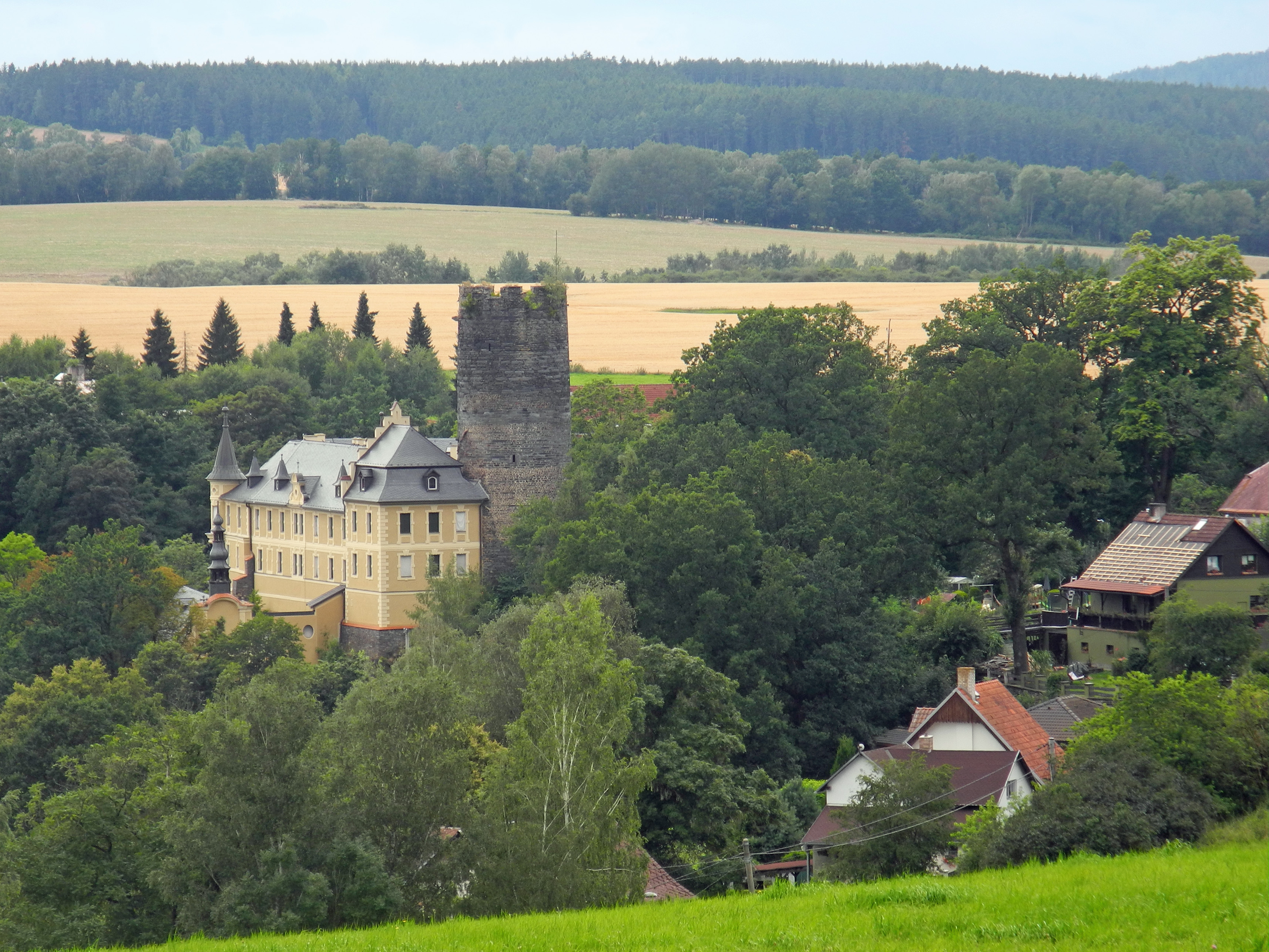
Blick auf Alt Kinsberg mit Burg

Starý Hrozňatov (deutsch Alt Kinsberg) ist eine Grundsiedlungseinheit des Ortsteils Hrozňatov (deutsch Kinsberg) der Stadt Cheb in der Tschechischen Republik.

## Geografische Lage
Starý Hrozňatov liegt etwa 6,5 km südlich der Stadt Cheb im historischen Egerland.

## Geschichte
1217 wurde bei der Burg Kinsberg am Muglbach ein Dorf „Kiensberg“ erstmals urkundlich erwähnt. Die Bewohner waren der Stadt Eger erbuntertänig, abgabe- und fronpflichtig. Das Schicksal des Ortes Kinsberg entwickelte sich im Zusammenhang mit den jeweiligen Besitzern der Burg, dem späteren Schloss Altkinsberg.
Nach der Entstehung des Dorfes Neukinsberg 1782 entstand der Ortsname Altkinsberg. Mit der Gründung der Tschechoslowakei im Jahre 1918 lautete der Ortsname in der tschechischen Übersetzung Starý Kynšperk. 
Ab 1938/39 lag Alt Kinsberg als selbständige Gemeinde im Reichsgau Sudetenland, Landkreis Eger, Regierungsbezirk Eger. Im Ort lebten 1940 1132 Einwohner. Nach Ende des Zweiten Weltkrieges 1945 mussten die meisten deutschen Bewohner des Ortes diesen zwangsweise räumen und die Tschechoslowakei verlassen.
1946 wurde der Ort in Starý Hrozňatov umbenannt, dessen Namensgeber der selige Hroznata von Ovenec war. Später folge die Eingliederung in die Kreisstadt Cheb.